# Max Bendix
Max Bendix (* 28. März 1866 in Detroit, Michigan; † 6. Dezember 1945 in Chicago) war ein US-amerikanischer Violinist und Dirigent.
Bendix trat bereits im Alter von acht Jahren als musikalisches Wunderkind auf. 1878 trat er zwölfjährig beim Cincinnati May Festivalunter der Leitung von Theodore Thomas auf, der ihn im Folgejahr in sein Orchester aufnahm. 1880 wurde er Konzertmeister des Cincinnati Orchestra, um 1883–84 der McCall Opera Company und des Germania Orchestra of Philadelphia. In der Saison 1885–86 war er Erster Violinist an der Metropolitan Opera unter Anton Seidl zugleich Konzertmeister von Frank Van der Stuckens Arion Society of New York.
Vor und nach einem Studienaufenthalt 1889 in Europa arbeitete Bendix erneut mit Theodore Thomas zusammen. 1897–98 unternahm er eine Konzerttournee durch die USA mit den Geigern Eugène Ysaÿe und Henri Marteau, dem Cellisten Jean Gerardy und dem Pianisten Aimé Lachaume. 1899 gründete er das Bendix String Quartet mit Eugene Boegner (zweite Violine), Ottokar Novacek (Viola) und Leo Schulz (Cello). 
In der Saison 1904–05 war Bendix – erneut unter der Leitung Van der Stuckens – Konzertmeister des Orchesters der Metropolitan Opera. Ab 1905 wirkte er hier auch als Dirigent. 1907 ging er als Konzertmeister und Dirigent zu Cleofonte Campaninis Manhattan Opera Company. Ab 1919 dirigierte er in San Francisco das People's Philharmonic Orchestra, das aus Musikern bestand, die sich von der San Francisco Symphony getrennt hatten. Außerdem betätigte sich Bendix auch als Violinlehrer. Sein bekanntester Schüler war Arthur Judson.